# Clube de Regatas Guará
Il Clube de Regatas Guará, conosciuto semplicemente come Guará, è una società calcistica brasiliana con sede a Guará, nel Distretto Federale.

## Storia
Il Clube de Regatas Guará è stato fondato il 9 gennaio 1967, da alcuni dipendenti del Departamento de Topografia Humana. Oswaldo Cruz Viera, che fu uno dei fondatori, fu il primo presidente del club.
Il club ha fermato la sua attività sportiva nel 1960, ma dopo la fusione nel 1970 di due società calcistiche locali, chiamate Humaitá e Corinthians, ha riattivato la sua attività calcistica. Il Guará ha partecipato al Campeonato Brasileiro Série A nel 1979, noto allora come Copa Brasil, finendo tuttavia con un modestissimo ultimo posto nel girone preliminare.
Nel 1996 è stato protagonista di una storica vittoria del campionato del Distretto Federale, il Campionato Brasiliense.

## Colori e simboli

### Colori
I colori ufficiali del Clube de Regatas Guará sono il bianco, il giallo ed il nero.

### Simboli ufficiali

#### Simboli
La bandiera ufficiale è ispirata alla bandiera del Corinthians, una delle due società che ha contribuito alla rifondazione del Guará.

## Strutture

### Stadio
La società gioca le proprie partite presso l'Estádio Antônio Otoni Filho, soprannominato CAVE. Lo stadio ha una capacità massima di 7000 spettatori.

## Palmarès

### Competizioni regionali
- Torneio Centro-Oeste: 1

1984

### Competizioni statali
- Campionato Brasiliense: 1

1996

### Altri piazzamenti
- Campionato Brasiliense:

Secondo posto: 1960, 1976, 1981, 1982, 1983, 1988, 1991, 1998